# موساشی اوکویاما
موساشی اوکویاما (انگلیسی: Musashi Okuyama؛ زادهٔ ۱۵ مهٔ ۱۹۹۱) بازیکن فوتبال اهل ژاپن است.
از باشگاه‌هایی که در آن بازی کرده‌است می‌توان به باشگاه فوتبال آلبیرکس نیگاتا اشاره کرد.